# Пальміра (Вісконсин)
Пальміра (англ. Palmyra) — селище (англ. village) в США, в окрузі Джефферсон штату Вісконсин. Населення — 1719 осіб (2020).

## Географія
Пальміра розташована за координатами 42°52′41″ пн. ш. 88°35′17″ зх. д. / 42.87806° пн. ш. 88.58806° зх. д. (42.878190, -88.588149).  За даними Бюро перепису населення США в 2010 році селище мало площу 3,23 км², з яких 3,10 км² — суходіл та 0,13 км² — водойми. В 2017 році площа становила 5,72 км², з яких 5,59 км² — суходіл та 0,13 км² — водойми.

## Демографія
Згідно з переписом 2010 року, у селищі мешкала 1781 особа в 704 домогосподарствах у складі 469 родин. Густота населення становила 552 особи/км².  Було 769 помешкань (238/км²).
Расовий склад населення:
| - 94,7 % — білих - 0,6 % — чорних або афроамериканців - 0,5 % — корінних американців - 0,2 % — азіатів - 3,2 % — осіб інших рас |

До двох чи більше рас належало 0,8 %. Частка іспаномовних становила 10,3 % від усіх жителів.
За віковим діапазоном населення розподілялося таким чином: 25,4 % — особи молодші 18 років, 61,7 % — особи у віці 18—64 років, 12,9 % — особи у віці 65 років та старші. Медіана віку мешканця становила 37,2 року. На 100 осіб жіночої статі у селищі припадало 99,7 чоловіків;  на 100 жінок у віці від 18 років та старших — 95,7 чоловіків також старших 18 років.
Середній дохід на одне домашнє господарство  становив 55 431 долар США (медіана — 47 667), а середній дохід на одну сім'ю — 65 474 долари (медіана — 60 938). Медіана доходів становила 45 862 долари для чоловіків та 26 481 долар для жінок. За межею бідності перебувало 8,4 % осіб, у тому числі 9,6 % дітей у віці до 18 років та 9,4 % осіб у віці 65 років та старших.
Цивільне працевлаштоване населення становило 843 особи. Основні галузі зайнятості: виробництво — 33,6 %, освіта, охорона здоров'я та соціальна допомога — 21,8 %, роздрібна торгівля — 12,9 %, мистецтво, розваги та відпочинок — 8,5 %.